# Gyergyóalfalu község
Gyergyóalfalu község (románul: Comuna Joseni) község Hargita megyében, Romániában. Központja Gyergyóalfalu, beosztott falvai Borzont, Bucsin.

## Népessége
A 2011-es népszámlálás adatai alapján a község népessége 5536 fő volt.